# Arndt Müller
Arndt Müller (Leipzig, 3 de setembre de 1942) és un advocat alemany. Entre 1975 i 1977 va actuar com a defensa legal dels líders de la primera generació de la Fracció de l'Exèrcit Roig (RAF) al judici de Stammheim. El 1980 va ser condemnat a quatre anys i vuit mesos de presó, així com la prohibició d'exercici professional durant cinc anys més, per haver comès els delictes de contraban d'armes i altres objectes a l'ala d'alta seguretat de la presó de Stuttgart-Stammheim i donar suport a una organització terrorista.

## Trajectòria

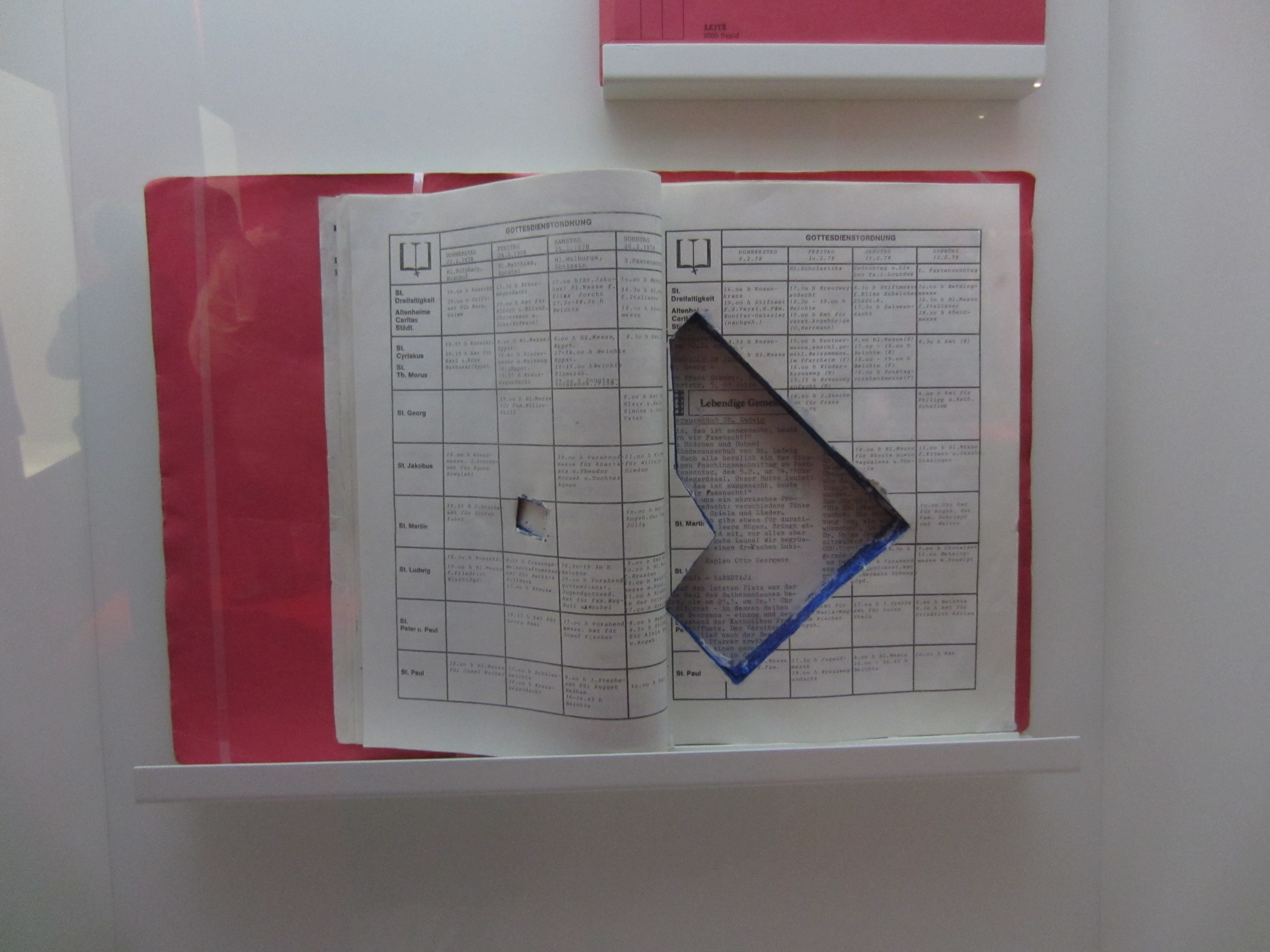
En aquest amagatall dels expedients, juntament amb Armin Newerla va introduir de contraban tres armes de foc a la presó.

A la dècada del 1970, el conflicte entre la República Federal d'Alemanya i la RAF va arribar al seu punt àlgid. Un dels fets centrals va ser entre 1975 i 1977 amb el judici de Stammheim, en què els fundadors i líders de la primera generació de la RAF van ser acusats de quatre càrrecs d'assassinat, entre altres coses. En aquest procediment, Müller va aparèixer com un dels advocats defensors de Gudrun Ensslin, però mai va arribar a parlar a l'audiència principal.
Müller es trobava entre una sèrie d'advocats que donaven suport actiu als seus clients mitjançant activitats il·legals, com ara l'organització d'un sistema d'informació entre presos. Això significava que introduïen missatges, els anomenats Kassiber, dins i fora de les presons, els distribuïen entre els presos i també els transmetien als sospitosos més buscats, que eren els membres actius de la segona generació de la RAF. Això no només va assegurar la preparació de nombrosos judicis, sinó que també va provocar que la segona generació de la RAF fos dirigida des de les presons pels membres de la primera. La seu d'aquest sistema il·legal era l'oficina de Klaus Croissant a Stuttgart, on Müller va ser soci des de 1975.
Fins i tot abans de la primera sessió del judici, va convocar els membres més importants de la primera generació de la RAF per a realitzar una simulació de judici. Més tard, es va reconèixer que Müller havia creat fitxes enganxades manualment per tal d'introduir de contraban nombrosos objectes. Al llarg del procés judicial els acusats van tenir dret a dur a les cel·les diversos expedients relacionats amb la seva defensa. Els expedients se'ls van presentar a la sala i només se'ls examinava superficialment fullejant-los. Com que els presoners sabien que se'ls havien d'emportar ràpidament, mai es va descobrir el contraban. D'aquesta manera, durant els 192 dies del judici, Müller va transportar a l'ala d'alta seguretat fins a tres armes de foc, 650 grams d'explosius, detonadors, una ràdio portàtil, una placa calenta i altres objectes. Un altre soci del despatx de Croissant, Armin Newerla, també va participar en el contraban.
Des d'octubre de 1975 fins a juny de 1977, Müller va visitar els presoners 584 vegades, de les quals 232 a Gudrun Ensslin. Se'l considerava un «advocat ambulant» que servia per a la comunicació entre els presos, ja que també visitava amb freqüència els presos de diverses altres presons.
Els diversos intents de la segona generació de la RAF per a alliberar-los, el segrest de Hanns Martin Schleyer i el segrest de l'avió «Landshut» a l'anomenada Tardor alemanya de 1977 van marcar el zenit de la lluita armada d'esquerra a Alemanya. El 18 d'octubre de 1977, després que GSG 9 alliberés els passatgers del Landshut, va quedar clar que la RAF no aconseguiria l'alliberament dels militants empresonats. Quan els presoners van saber que els ostatges de l'avió havien estat alliberats, Andreas Baader, Gudrun Ensslin i Jan-Carl Raspe es van suïcidar a les seves cel·les durant l'anomenada Nit de la mort a Stammheim. Baader i Raspe es van disparar amb pistoles introduïdes de contraban per Müller.
Després dels suïcidis, el testimoni clau de Volker Speitel, que també va implicar a Müller, va proporcionar informació sobre el sistema d'informació dels presoners i les instal·lacions d'emmagatzematge subterrani en què els membres de la RAF havien acaparat explosius i armes. Müller va ser detingut el setembre de 1977, juntament amb Newerla i Croissant, que havien fugit a França i d'allà van ser extradits el 31 de gener de 1980. Müller va ser condemnat pel Tribunal Regional Superior de Stuttgart a quatre anys i vuit mesos de presó i cinc anys d'inhabilitació professional, mentre que Newerla va ser condemnat a tres anys i mig de presó i cinc d'inhabilitació.